# Smartwings
Smartwings – czeskie linie lotnicze, z siedzibą w Pradze. Do grudnia 2018 funkcjonowały pod nazwą Travel Service.
Firma posiada spółki na Słowacji, Węgrzech i w Polsce. Linia posiada również bazy operacyjne we Francji, Wyspach Kanaryjskich oraz Izraelu. W 2018 Smartwings zakupiło 98% udziałów linii lotniczej Czech Airlines, a w październiku 2024 całkowicie przejęło flotę i trasy przewoźnika.
Z końcem sierpnia 2020 Grupa Smartwings zgłosiła do sądu w Pradze wniosek o moratorium na realizację swoich zobowiązań finansowych wykorzystując niedawno wprowadzone regulacje prawne związane z kryzysem pandemicznym – tzw. lex COVID.

## Kierunki lotów

### Afryka
- Gambia
  - Bandżul (Port lotniczy Bandżul)
- Kenia
  - Mombasa (Port lotniczy Mombasa-Moi)
- Maroko
  - Agadir (Port lotniczy Agadir-Al Massira)
  - Wadżda (Port lotniczy Wadżda-Angads)
- Republika Zielonego Przylądka
  - Sal (Port lotniczy Amílcar Cabral) – sezonowo
- Tanzania
  - Zanzibar (Port lotniczy Zanzibar)
- Tunezja
  - Monastyr (Port lotniczy Monastyr)
  - Tunis (Port lotniczy Tunis)
  - Djerba (Port lotniczy Djerba)

### Azja
- Cypr
  - Larnaka (Port lotniczy Larnaka)
  - Pafos (Port lotniczy Pafos)
- Izrael
  - Tel Awiw-Jafa (Port lotniczy Ben Guriona)
- Tajlandia
  - Bangkok (Port lotniczy Bangkok-Don Muang)
- Indie
  - Goa (Port lotniczy Goa)

### Ameryka Południowa
- Brazylia
  - Fortaleza (Port lotniczy Fortaleza)
- Wenezuela
  - Porlamar (Isla Margarita)

### Europa
- Bułgaria
  - Burgas (Port lotniczy Burgas)
  - Warna (Port lotniczy Warna)
  - Płowdiw (Port lotniczy Płowdiw)
- Chorwacja
  - Split (Port lotniczy Split)
- Czarnogóra
  - Tivat (Port lotniczy Tivat)
- Czechy
  - Brno (Port lotniczy Brno-Tuřany)

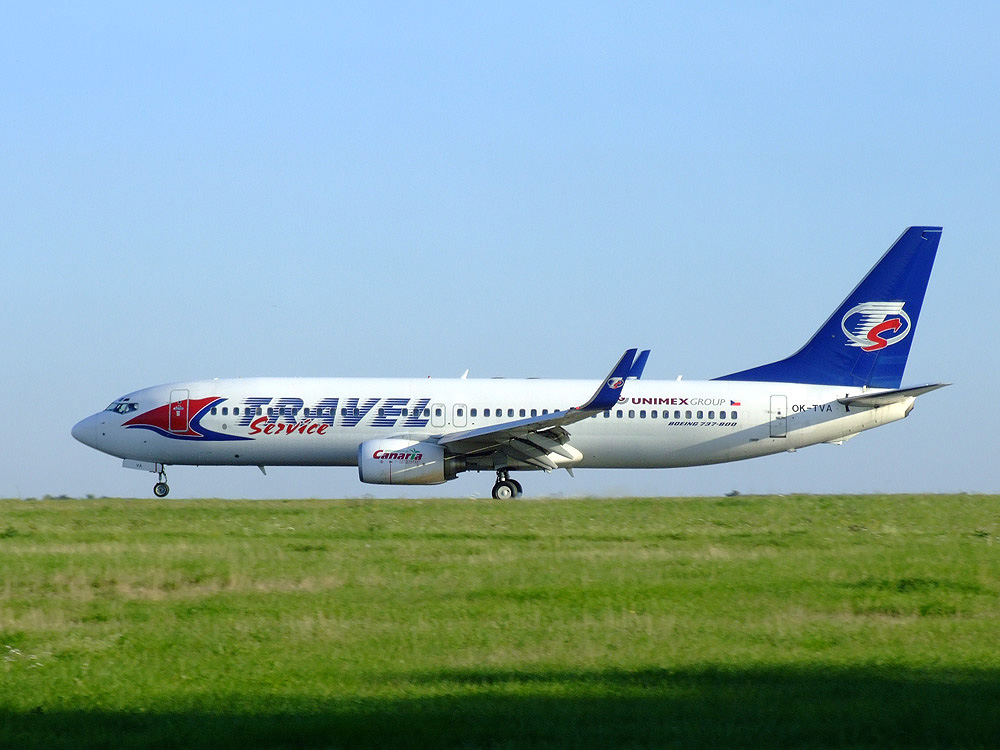
Boeing 737-800 linii Travel Service

  - Karlowe Wary (Port lotniczy Karlovy Vary)
  - Ostrawa (Port lotniczy Ostrawa)
  - Pardubice (Port lotniczy Pardubice)
  - Praga (Port lotniczy Praga-Ruzyně) Hub
- Francja
  - Lyon (Port lotniczy Lyon-Saint-Exupéry)
  - Marsylia (Port lotniczy Marsylia)
  - Nantes (Port lotniczy Nantes)
  - Nicea (Port lotniczy Nicea-Lazurowe Wybrzeże)
  - Paryż (Port lotniczy Paryż-Roissy-Charles de Gaulle)
  - Tuluza (Port lotniczy Tuluza-Blagnac)
- Grecja
  - Ateny (Port lotniczy Ateny)
  - Heraklion (Port lotniczy Heraklion)
  - Korfu (Port lotniczy Korfu)
  - Preweza (Port lotniczy Aktion)
  - Rodos (Port lotniczy Rodos)
  - Saloniki (Port lotniczy Saloniki-Makedonia)
  - Zakintos (Port lotniczy Zakintos)
- Hiszpania
  - Alicante (Port lotniczy Alicante)
  - Arrecife (Port lotniczy Lanzarote)
  - Barcelona (Port lotniczy Barcelona)
  - Bilbao (Port lotniczy Bilbao)
  - Fuerteventura (Port lotniczy Fuerteventura)
  - Gran Canaria (Port lotniczy Gran Canaria)
  - Madryt (Port lotniczy Madryt-Barajas)
  - Malaga (Port lotniczy Málaga)
  - Palma de Mallorca (Port lotniczy Palma de Mallorca)
  - Teneryfa (Port lotniczy Aeropuerto de Tenerife Sur)
  - Walencja (Port lotniczy Walencja)
- Irlandia
  - Cork (Port lotniczy Cork)
  - Dublin (Port lotniczy Dublin)
  - Knock (Port lotniczy Knock) – sezonowo
  - Shannon (Port lotniczy Shannon) – sezonowo
- Islandia
  - Keflavík (Port lotniczy Keflavík)
- Portugalia
  - Faro (Port lotniczy Faro)
  - Madera (Port lotniczy Madera)
- Słowacja
  - Bratysława (Port lotniczy Bratysława)
- Szwecja
  - Sztokholm (Port lotniczy Sztokholm-Arlanda)
- Turcja
  - Antalya (Port lotniczy Antalya)
  - Stambuł (Port lotniczy Stambuł-Atatürk)
  - Izmir (Port lotniczy Izmir)
- Węgry
  - Budapeszt (Port lotniczy Budapeszt-Ferihegy)
- Wielka Brytania
  - Londyn (Port lotniczy Londyn-Heathrow)
- Włochy
  - Cagliari (Port lotniczy Cagliari-Elmas)
  - Katania (Port lotniczy Katania-Fontanarossa)
  - Mediolan (Port lotniczy Mediolan-Malpensa)
  - Olbia (Port lotniczy Olbia)
  - Rzym (Port lotniczy Rzym-Fiumicino)
- Polska
  - Warszawa (Port lotniczy Warszawa-Okęcie)
  - Katowice (Port lotniczy Katowice-Pyrzowice)
  - Kraków (Port lotniczy Kraków-Balice)
  - Wrocław (Port lotniczy Wrocław-Strachowice)
  - Poznań (Port lotniczy Poznań-Ławica)
  - Gdańsk (Port lotniczy Gdańsk-Rębiechowo)
  - Rzeszów (Port lotniczy Rzeszów-Jasionka)
  - Szczecin (Port lotniczy Szczecin-Goleniów)
  - Lublin (Port lotniczy Lublin-Świdnik)
  - Łódź (Port lotniczy Łódź)
  - Bydgoszcz (Port Lotniczy Bydgoszcz)
  - Olsztyn (Port lotniczy Olsztyn-Mazury)

## Flota
Według stanu na kwiecień 2025 flota Smartwings składała się z 45 samolotów o średnim wieku 12,1 lat:
| Samolot          | Samolot | Samolot   | Liczba miejsc | Liczba miejsc | Liczba miejsc | Uwagi |
| Model            | Aktywne | Zamówione | B             | E             | Łącznie       | Uwagi |
| ---------------- | ------- | --------- | ------------- | ------------- | ------------- | ----- |
| Airbus A220-300  | 3       | 1         | -             | 149           | 149           |       |
| Airbus A320-200  | 3       | -         | -             | 180           | 180           |       |
| Boeing 737-700   | 2       | -         | -             | 148           | 148           |       |
| Boeing 737-800   | 22      | -         | -             | 189           | 189           |       |
| Boeing 737-900ER | 2       | -         | -             | 212           | 212           |       |
| Boeing 737 MAX 8 | 2       | -         | 18            | 150           | 168           |       |
| Boeing 737 MAX 8 | 11      | -         | -             | 189           | 189           |       |
| Łącznie          | 45      | 1         |               |               |               |       |

## Wypadki
6 czerwca 2015 podczas startu z lotniska w Katowicach na grecką wyspę Korfu w Boeingu 737-800 pękła opona. Nikomu nic się nie stało. Był to jeden z pierwszych tak poważnych wypadków z udziałem tych linii.
24 stycznia 2017 podczas lądowania na lotnisku w Katowicach w Boeingu 737-800 lecącym z Fuerteventury nie wysunęły się klapy. Nikomu nic się nie stało.